# Scooter (glasbena skupina)
Scooter je nemška techno skupina, ki je bila ustanovljena leta 1993 v Hamburgu. Do danes so prodali več kot 30 milijonov albumov ter osvojili več kot 80 platinastih nagrad po vsem svetu. Skupino trenutno sestavljajo 3 člani - HP Baxxter (1993–danes), Michael Simon (2006/07-danes) ter Phil Speiser.
Njihovi najbolj znani hiti so »Nessaja«, »How much is the fish«, »One (always hardcore)«, »Hyper Hyper«, »Move your ass« idr. 